# Donald Schön

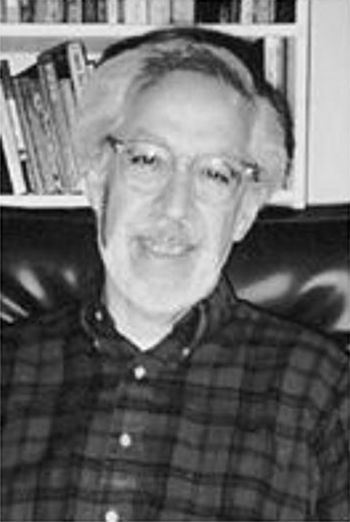
Professor Emeritus Donald Schön

Donald Schön (Boston, 1930 — Boston, 1997) foi um pedagogo estadunidense que estudou sobre a reflexão na educação. Foi professor do Instituto de Tecnologia de Massachusetts (MIT) de 1968 até sua morte. 
Donald Schön licenciou-se em Filosofia em 1951, pela Universidade de Yale, em seguida fez Mestrado (1952) e Doutorado, em filosofia, pela Universidade de Harvard. Também estudou na Sorbonne e no Conservatoire Nationale, em Paris, França . Lecionou filosofia na UCLA e na Universidade do Kansas antes de integrar a conhecida empresa norte-americana de consultoria de Arthur D. Little.
Schön centrou seu trabalho como pesquisador e consultor nos temas sobre aprendizagem organizacional e na eficácia profissional.
Foi presidente da Organização para Inovação Social e Técnica (OSTI), tendo participado de sua fundação.
Realizou trabalhos e consultorias tanto em agências do governo, quanto em setores da indústria privada.
Foi membro da Academia Americana de Artes e Ciências e da Comissão sobre Sistemas Sociotécnicos do Conselho Nacional de Pesquisa.
1. ↑  Donald A., Schön (2000). Educando o Profissional Reflexivo. [S.l.: s.n.] ISBN 8573076380

## Principais obras
- The Displacement of Concepts. London: Tavistock, 1963.
- Technology and change: The new Heraclitus. Oxford: Pergamon, 1967.
- Beyond the Stable State. Harmondsworth: Penguin/ New York: Norton, 1973
- (with C. Argyris) Theory in practice: Increasing professional effectiveness. San Francisco: Jossey-Bass, 1974.
- (with C. Argyris) Organizational learning: A theory of action perspective. Reading, MA: Addison-Wesley, 1978.
- The Reflective Practitioner: How professionals think in action. London: Temple Smith, 1983
- Educating the Reflective Practitioner. San Francisco: Jossey-Bass, 1987. - Educando o Profissional Reflexivo: um novo design para o ensino e a aprendizagem. Porto Alegre: Artmed, 2000.
- (ed.) The Reflective Turn: Case studies in and on educational practice. New York: Teachers College (Columbia), 1991
- (with M. Rein) Frame Reflection: Toward the Resolution of Intractable Policy Controversies. New York: Basic Books, 1994
- (with C. Argyris) Organizational learning II: Theory, method and practice. Reading, MA: Addison Wesley, 1996.